# Ветранион
Ветранион е римски император, издигнат от дунавските легиони за няколко месеца през 350. Имал скромен произход, по времето на Констант бил магистър милитум и magister peditum, пълководец на войските по Дунав.
Когато през януари 350 г. Магненций узурпирал трона на Западната империя, илирийските легиони се колебаели дали да се присъединят към него или да останат лоялни на източния император Констанций II. Константина, сестра на Констанций II, убедила командирите на дунавските легиони да обявят популярния военачалник Ветранион за цезар. Ветранион бил издигнат в Сирмиум на 1 март 350 г.
Ветранион получил владетелска диадема изпратена от Констанций II. Всичко това целяло да забави узурпатора от запад. Виждайки обаче, че силите на опонента му превъзхождат неговите, Ветранион сключил съюз с него и изпратил послания за сродяване и мир между тримата. Отказът на Констанций II довел до срещата между него и Ветранион в полето край Сердика на 25 декември 350 г. За целта била построена специална платформа между двете войски, където да се срещнат владетелите.
Чрез агитация войниците предварително били настроени така, че когато Констанций произнесъл реч в защита на абсолютното си право над властта, той бил бурно приветстван като законен владетел, а Ветранион изплашен свалил диадемата и коленичил. Императорът извинил доскорошния си съперник и го поканил на празненството. Ветранион прекарал останалите 6 години от живота си в спокойствие и разкош, като обикновен гражданин.
Амиан Марцелин представя образа на Ветранион като необразован военен, наивна марионетка, неотличаваща се с нищо особено.